# Акпогума, Кевин
Кевин Джон Уфуома Акпогума (нем. и англ. Kevin John Ufuoma Akpoguma; родился 19 апреля 1995 года в Нойштадт-ан-дер-Вайнштрасе, Германия) — нигерийский и немецкий футболист, защитник клуба «Хоффенхайм». Выступал за сборную Нигерии.

## Клубная карьера

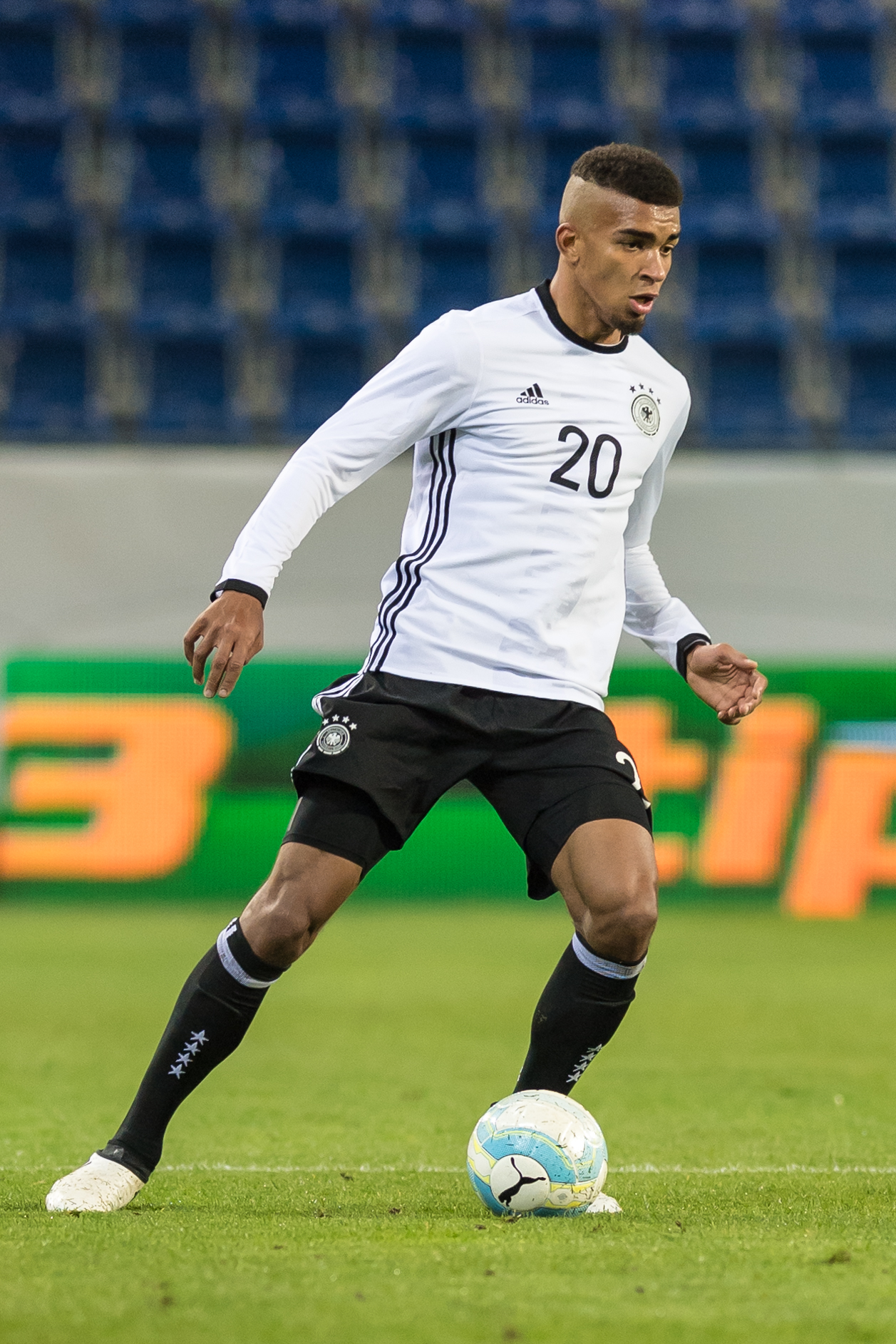
Акпогума в составе молодёжной сборной Германии

Акпогума — воспитанник клуба «Карлсруэ». 10 ноября 2012 года в матче против «Дармштадт 98» он дебютировал в Третьей лиге Германии. 26 января 2013 года в поединке против «Оснабрюка» Кевин забил свой первый гол за «Карлсруэ». Летом того же года Акпогума перешёл в «Хоффенхайм». Сумма трансфера составила 1 млн евро. Для получения игровой практики он начал выступать за команду дублёров.
Летом 2015 года Акпогума был отдан в аренду в «Фортуну» из Дюссельдорфа. 26 июля в матче против берлинского «Униона» он дебютировал во Второй Бундеслиге.
Летом 2017 года Акпогума вернулся в «Хоффенхайм». 22 октября в матче против «Вольфсбурга» он дебютировал в Бундеслиге, заменив во втором тайме Штефана Поша.
1 января 2019 года Акпогума на правах аренды перешел в «Ганновер». После 4-х матчей в Бундеслиге немец выбыл до конца сезона из-за травмы плеча. В январе 2020 года Кевин Акпогума продлил контракт с «Хоффенхаймом» до 2024 года.

## Международная карьера
В 2012 году Акпогума в составе юношеской сборной Германии завоевал серебряные медали юношеского чемпионата Европы в Словении. На турнире он сыграл в матчах против команд Грузии, Франции и Нидерландов.
В 2014 году в составе юношеской сборной Германии Акпогума выиграл юношеский чемпионата Европы в Венгрии. На турнире он сыграл в матчах против команд Болгарии, Сербии, Украины, Австрии и Португалии.
В 2015 году в составе молодёжной сборной Германии Акпогума принял участие в молодёжном чемпионате мира в Новой Зеландии. На турнире он сыграл в матчах против команд Фиджи, Узбекистана, Гондураса, Нигерии и Мали. В поединке против узбеков Кевин забил гол.

## Достижения
Германия (до 19)
- Победитель юношеского чемпионата Европы: 2014